# NGC 7044
NGC 7044 је расејано звездано јато у сазвежђу Лабуд које се налази на NGC листи објеката дубоког неба.
Деклинација објекта је + 42° 29' 46" а ректасцензија 21h 13m 9,4s. Привидна величина (магнитуда) објекта NGC 7044 износи 12,0. NGC 7044 је још познат и под ознакама OCL 198.